# Resultados do Carnaval de Belo Horizonte em 2013
Resultados do Carnaval de Belo Horizonte em 2013  .

## Escola de samba
| Grupo Especial  | Grupo Especial    | Grupo Especial | Grupo Especial |
| Colocação       | Escola            | *              | Ref.           |
| --------------- | ----------------- | -------------- | -------------- |
| 1º              | C da Alvorada     | *              | [ 1 ] [ 2 ]    |
| 2º              | Venda Nova        | *              | [ 1 ] [ 2 ]    |
| 3º              | Estrela do Vale   | *              | [ 1 ] [ 2 ]    |
| 4º              | Cidade Jardim     | *              | [ 1 ] [ 2 ]    |
| Grupo de acesso |                   |                |                |
| Colocação       | Escola            | Nota           | Ref.           |
| 1º              | Imperavi de Ouros | Promovida      | [ 1 ]          |
| 2º              | Força Real        |                | [ 1 ]          |

## Blocos Caricatos
| Grupo A   | Grupo A                     | Grupo A   | Grupo A |
| Colocação | Escola                      | *         | Ref.    |
| --------- | --------------------------- | --------- | ------- |
| 1º        | Por Acaso                   | *         | [ 1 ]   |
| 2º        | Inocentes de Santa Tereza   | *         | [ 1 ]   |
| 3º        | Bacharéis do Samba          | *         | [ 1 ]   |
| 4º        | Mulatos                     | *         | [ 1 ]   |
| 5º        | Aflitos de Anchieta         | *         | [ 1 ]   |
| Grupo B   |                             |           |         |
| Colocação | Escola                      | Nota      | Ref.    |
| 1º        | Vila Estrela                | Promovida | [ 1 ]   |
| 2º        | Infiltrados de Santa Tereza |           | [ 1 ]   |
| 3º        | Corsários                   |           | [ 1 ]   |

Bloco Caricato Estivadores do Havaí Aprovado na avaliação em 2013